# Orbita letale
Orbita letale (Lethal Orbit) è un film-tv di fantascienza del 1996 diretto da Ulli Lommel, che si firma con lo pseudonimo Mario Van Cleef.

## Produzione
È una sorta di Independence Day a basso costo, prodotto per la televisione, con tanto di astronave gigante simile a quella del citato film. Gli attori principali Christopher Mitchum, Bentley Mitchum e Carrie Mitchum sono il figlio e i nipoti di Robert Mitchum.